# Ніколає Булат
Ніколає Булат (рум. Nicolae Bulat; 10 лютого 1952, Курешниця — 9 вересня 2022, Ясси) — молдовський історик та краєзнавець. Директор Сороцького музею історії і етнографії (включаючи Сороцьку фортецю). Автор багатьох книг історичної та краєзнавчої тематики, що переважно стосуються Сороцького регіону.
Ніколає Булата часто називали хранителем Сороцької фортеці, в якій працював понад 30 років, він вважався одним із найкращих гідів у Молдові.

## Біографічні відомості

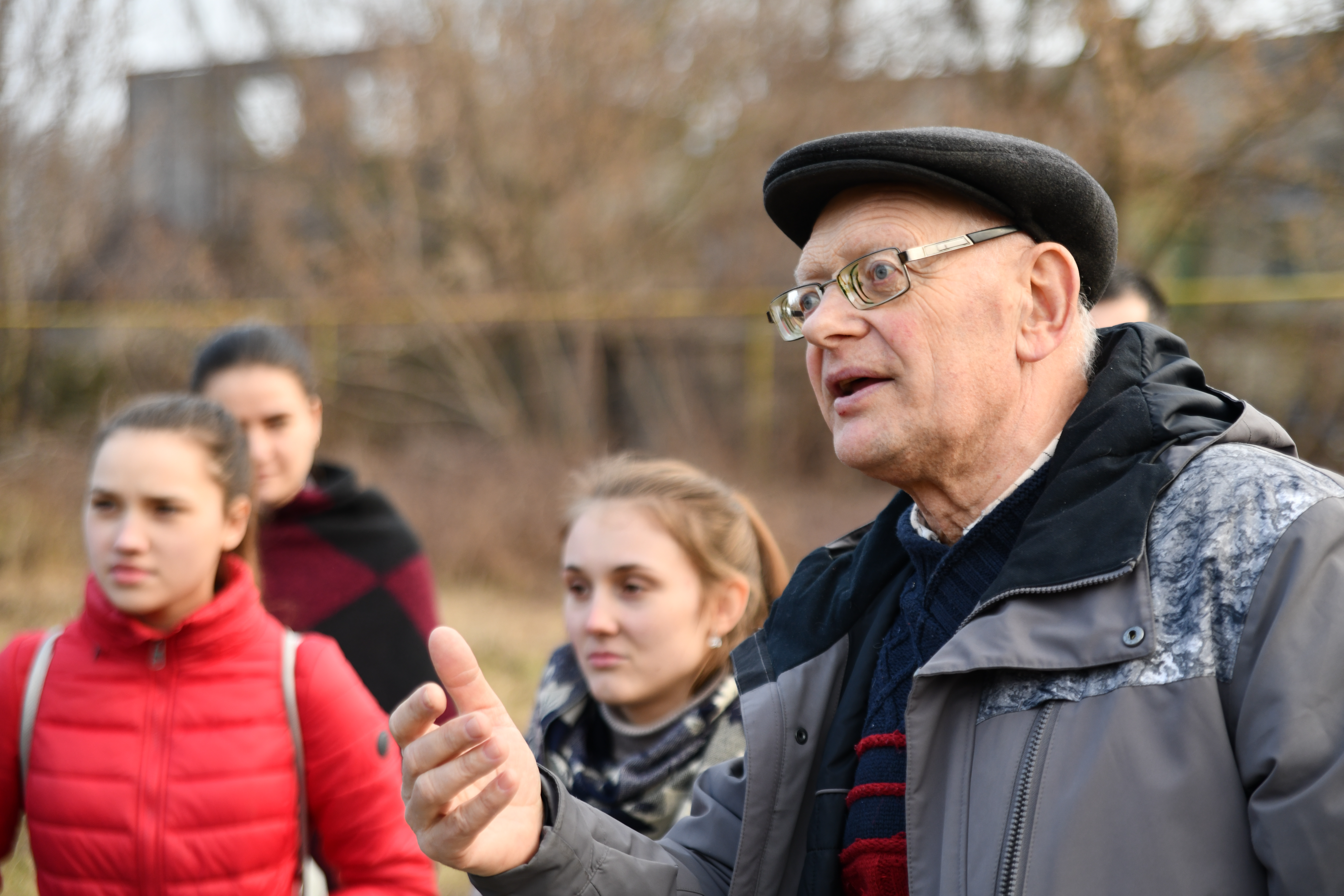
Ніколає Булат проводить екскурсію у Сороцькій фортеці

Народився 10 лютого 1952 року у селі Курешниця Сороцького району. Закінчив середню школу № 1 м. Сороки, після чого вступив до Державного університету в Кишиневі на факультет сучасних мов, секцію англійської мови і літератури.

## Нагороди
- Офіцерський хрест ордена Зірки Румунії (1 грудня 2000)[7]